# Хајтсвил (Северна Каролина)
Хајтсвил (енгл. Hightsville) насељено је место без административног статуса у америчкој савезној држави Северна Каролина.

## Демографија
По попису из 2010. године број становника је 739, што је 20 (-2,6%) становника мање него 2000. године.
| Група             | 2000.       | 2010.       |
| Белци             | 484 (63,8%) | 448 (60,6%) |
| Афроамериканци    | 257 (33,9%) | 245 (33,2%) |
| Азијати           | 0 (0,0%)    | 2 (0,3%)    |
| Хиспаноамериканци | 11 (1,4%)   | 19 (2,6%)   |
| Укупно            | 759         | 739         |